# Meristides
Meristides là một chi bướm đêm thuộc họ Noctuidae.